# Xiumin
金珉錫（1990年03月26日—），以藝名Xiumin（中文：秀珉）為人熟識。韓國男藝人，為韓國男子團體EXO、中國分隊EXO-M及小分隊EXO-CBX的成員，隊內擔任副唱、副领舞、副饒舌。虛構特殊能力為「冰」。

## 個人生活
金珉錫出生於韓國京畿道九里市仁倉洞，家中有一位妹妹，高中就讀於九里仁倉高中，為該校足球社創社社長。跆拳道黑帶四段，劍道一段，運動神經發達，精通多種球類，尤其足球，曾在MBC偶像明星運動會取得3次足球比賽金牌。EXO成員中力氣最強。
2019年5月7日，Xiumin以陸軍現役身份服役，成為EXO第一個入伍的成員。。
在軍隊中取得長跑第一，射擊前三。於江原道楊口的怒濤新兵教育隊結束為期5週的基礎軍事訓練後，被選拔為新兵教育隊助教，成為韓國陸軍認證的優秀訓練兵。服役中經嚴格選拔後成爲民政警察（DMZ police）（因南北韓停戰協議，該特別兵種被稱為警察），駐守南北韓非軍事區。

## 演藝經歷

### 早年經歷
曾參加JYP Entertainment的練習生公開選秀。2008年，參加SM Everysing Contest，以第二名的优秀成績成為韓國SM.Entertainment旗下練習生。

### 2012-2014年：出道
2012年1月25日，通過EXO官網公開預告影片首次與大眾見面；4月8日，以EXO和EXO-M組合成員身份正式出道，在隊內擔當副唱、副领舞、副饒舌。

### 2015年-2019年：戲劇發展、EXO-CBX、入伍

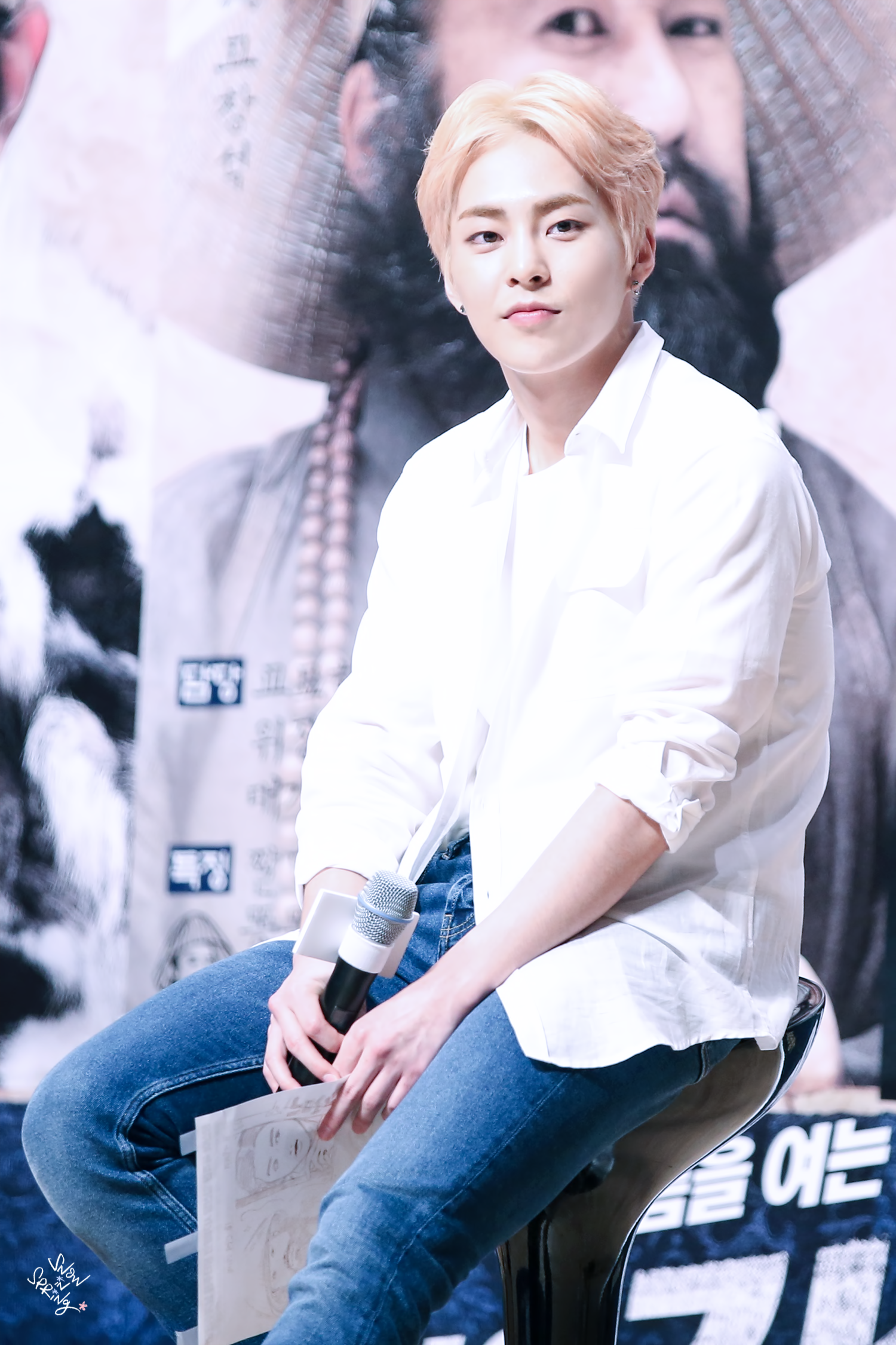
攝於2016年鳳伊 金先達Showcase

2015年1月，Xiumin與東方神起的昌珉，SHINee的Key，f(x)成員Luna，EXO成員Suho以及Red Velvet成員Seulgi共同演出由SM娛樂製作的立體音樂劇《School OZ》，於音樂劇中飾演Aquila。
10月，Xiumin與金素恩主演網絡劇《愛上挑戰》，該劇成為韓國國內最短時間内突破千萬點擊率以及兩千萬點擊率的網絡劇。此外，Xiumin亦為該劇演唱OST《You Are The One》。
2016年3月3日，Xiumin與智珉（AOA）合唱的歌曲《Call You Bae》公開MV。《Call You Bae》描述陷入愛情的男生和女生，而歌曲一公開，便攻占了各大音源榜。
7月，Xiumin與俞承豪、高昌錫、羅美蘭等主演的電影《鳳伊 金先達》上映，Xiumin於劇中飾演詐騙團夥中最小的成員堅兒。
2016年8月，Xiumin與成員伯賢、Chen共同為電視劇《月之戀人－步步驚心：麗》獻唱OST《For You》。《For You》在各大音源榜佔據了上游位置。截至8月25日上午9點，這首歌獲得了Mnet第二名、Olleh Music第二名、Genie Music第二名、NAVER第二名、Bugs第二名、Melon第四名等等。。
10月，Xiumin與成員伯賢、Chen組成EXO第一個子團EXO-CBX並發行首張迷你專輯《Hey Mama!》。
2017年7月，Xiumin與NCT成員Mark為SM STATION第二季推出合唱歌曲《Young & Free》。
8月，Xiumin成為綜藝節目《被子外面很危險》試播的固定成員。
2019年4月1日，Xiumin擔任成員Chen出道Showcase“《April, and a flower》發售紀念Showcase”主持人。5月4日，Xiumin於首爾綜合運動場舉辦第一次個人見面會《Xiuweet Time》。
5月7日，Xiumin入伍，並於9日透過SM STATION第三季發佈單曲《理由（You）》。8月26日，韓國媒體報道Xiumin將與SHINee成員溫流以及尹智聖共同出演陸軍新推出的音樂劇《歸來：那日的約定》。該音樂劇是以發掘6.25戰爭中為了保衛國家甘願犧牲寶貴生命的戰鬥英雄們的遺骸為素材的作品，預計將於10月22日至12月1日在首爾奧林匹克公園友利藝術大廳進行公演。

### 2020年至今：退伍
2020年5月，《歸來》音樂劇官方宣佈新一輪的《歸來》音樂劇將在6月4日至7月12日在首爾奧林匹克公園 Woori Art Hall 演出，Xiumin將演出昇皓的孫子賢敏。
11月23日，韓國媒體報導Xiumin已經開始兵役期的最後假期，休假結束後Xiumin將不返回部隊並會於12月6日退伍。
12月12日，為了紀念退伍，Xiumin於V LIVE進行了個人直播《XIUMIN's Let It XIUnow》。
2021年3月27日，Xiumin經由 NAVER V LIVE 的 Beyond LIVE 頻道，舉行個人線上粉絲見面會《ON: XIUWEET TIME》。
2021年5月，百老匯音樂劇《Hadestown》官方宣布韓國版將於2021年8月起在首爾江南區的 LG 藝術中心開始演出，Xiumin 將出演奧菲斯（Orpheus）。

## 音樂作品

### 迷你专辑
| 專輯# | 專輯資料                                                                               | 曲目                                                                                            |
| ----- | -------------------------------------------------------------------------------------- | ----------------------------------------------------------------------------------------------- |
| 1st   | 《Brand New》 - 發行日期：2022年9月26日 - 語言：韓語 - 銷量： - 韓國： - 中國：37,502+ | 曲目 1. Brand New 2. Feedback 3. How We Do (Feat. Mark of NCT) 4. Love Letter 5. Serenity       |
| 2nd   | 《Interview X》 - 發行日期：2025年3月10日 - 語言：韓語 - 銷量：                        | 曲目 1. Can't Help Myself 2. WHEE! 3. Make You Lala 4. Switch Off 5. Lost Paradise 6. Love Is U |

### 個人作品
| 年份   | 歌曲名稱         | 專輯名稱                               |
| 2014年 | Breakin' Machine | 《Exology Chapter 1: The Lost Planet》 |
| 2019年 | Beyond           | 《EXO PLANET #4 - The EℓyXiOn [dot]》  |
| 2019年 | 理由 （You）     | 《SM STATION第三季》                   |
| 2022年 | Brand New        | 《Brand New》                          |

### OST
| 日期          | 歌曲名稱        | 影視名稱                   | 備註                  |
| 2015年11月3日 | You Are The One | 《愛上挑戰》               |                       |
| 2016年8月24日 | For You         | 《月之戀人－步步驚心：麗》 | 與Baekhyun、Chen 合唱 |
| 2021年1月31日 | 致我唯一的你    | 《哲仁王后》               |                       |
| 2023年9月15日 | Daisy(雛菊)     | 《社長偶像超市》           |                       |

### 合唱歌曲
| 年份   | 歌曲名稱          | 專輯名稱                      | 合作藝人 |
| 2016年 | Call You Bae      | 《#OOTD (Outfit Of The Day)》 | 智珉     |
| 2017年 | Young & Free      | 《SM STATION S2》             | Mark     |
| 2023年 | Our Spring : Who? | 《Our Spring : Who?》         | Eunha    |

## 影視作品
所屬團體之共同作品，請閱EXO影視作品列表。

### 戲劇
| 首映日期       | 戲劇名稱          | 角色   | 備註     |
| 2015年4月9日   | 《我的鄰居是EXO》 | Xiumin | 客串     |
| 2015年10月26日 | 《愛上挑戰》      | 羅挑戰 | 網絡劇   |
| 2023年9月15日  | 《CEO-dol Mart》  | 申泰浩 | 主演主舞 |
| 2025年3月24日  | 《許食堂》        | 許筠   | 主演     |

### 電影
| 首映日期     | 電影名稱        | 角色 | 合作演員               |
| 2016年7月6日 | 《鳳伊 金先達》 | 堅兒 | 俞承豪、高昌錫、羅美蘭 |

### 專屬節目
| 年份 | 日期             | 電視台           | 節目名稱                 | 集數 |
| 2019 | 3月25日－5月3日  | Naver TV、V LIVE | 《Heart 4 U - Xiumin篇》 | 18   |
| 2021 | 8月4日 - 9月22日 | YouTube          | Xiumin的明天是網球王     |      |

### 固定出演
| 年份 | 日期               | 電視臺    | 節目名稱                    | 備注                                          |
| 2016 | 4月18日－5月6日    | 網絡綜藝  | 沒有經紀人的旅行            | 與Chen                                        |
| 2017 | 8月27日 - 9月10日  | MBC       | 被子外面很危險（試播）      | 與龍俊亨、姜丹尼爾(Wanna One)、李尚禹、朴宰正 |
| 2018 | 4月5日 - 7月12日   | MBC       | 被子外面很危險（正式節目）  |                                               |
| 2021 | 4月23日－6月18日   | Channel S | 與神同飲                    | 4月16日為嘉賓，第3集正式加入成為主持人        |
| 2021 | 7月16日－9月17日   | Channel S | 與神同飲 第二季             |                                               |
| 2021 | 10月18日 - 11月8日 | 虎牙直播  | 虎牙超級偶像聯賽 - 創意工坊 |                                               |

### 其他參與綜藝節目
| 年份 | 日期                   | 電視台        | 節目名稱                   | 備註                                                 |
| 2013 | 7月6日 7月13日         | SBS           | 《Starking》               | 與Luhan、Suho、Baekhyun、Kai、Sehun                  |
| 2013 | 7月14日                | SBS           | 《Running Man》            | 特別出演                                             |
| 2013 | 8月17日                | SBS           | 《Starking》               | 與Luhan、Suho、Baekhyun、Kai、Sehun                  |
| 2013 | 8月26日                | Mnet          | 《Beatles Code》           | 與Lay、Suho、Baekhyun、D.O.、Sehun                   |
| 2013 | 8月31日                | Y-STAR        | 《食神之路》               | 與Tao                                                |
| 2013 | 8月31日                | KBS2          | 《不朽的名曲：傳說在歌唱》 | 與Lay、Suho、Baekhyun、D.O.、Kai、Sehun              |
| 2013 | 9月14日                | KBS2          | 《不朽的名曲：傳說在歌唱》 | 與Luhan、Lay、Suho、Baekhyun、Chen、D.O.、Kai、Sehun |
| 2013 | 9月19日 9月20日        | MBC           | 《偶像運動會中秋特輯》     | 與Kris、Luhan、Suho、Baekhyun、Kai、Tao、Sehun       |
| 2013 | 11月11日               | Mnet          | 《Superstar K5》           | 與Baekhyun、Chanyeol                                 |
| 2014 | 1月30日 1月31日        | MBC           | 《偶像運動會新年特輯》     | 與Luhan                                              |
| 2014 | 6月12日                | MBC           | 《偶像室内足球世界杯》     | 與Luhan                                              |
| 2014 | 11月22日               | 深圳衛視      | 《年代秀》                 | 與Lay                                                |
| 2015 | 2月19日 2月20日        | MBC           | 《偶像明星運動會》         | 與Tao                                                |
| 2015 | 4月4日                 | KBS2          | 《演藝家仲介》             | 與Lay、Chen、Chanyeol、Kai、Sehun                    |
| 2015 | 4月29日 5月6日 5月13日 | JTBC          | 《Crime Scene 2》          |                                                      |
| 2015 | 8月20日 8月28日        | Naver TV Cast | 《Mickey Mouse Club》      |                                                      |
| 2016 | 2月9日                 | MBC           | 《偶像明星運動會》         |                                                      |
| 2016 | 5月1日 5月8日          | SBS           | 《Fantastic Duo》          | 與Suho、Baekhyun、Chen、Chanyeol、D.O.               |
| 2016 | 7月17日                | 湖北衛視      | 《陽光藝體能》             | 與Suho、Baekhyun、Chen、Chanyeol、D.O.               |
| 2016 | 9月18日                | KBS2          | 《超人回來了》             | 與Chen                                               |
| 2016 | 11月14日               | Naver VOD     | 《MY SMT》                 | 與Chen                                               |
| 2018 | 3月15日                | tvN           | 《人生酒館》               | 與昌珉、Mark                                         |
| 2019 | 1月22日                |               | 《李秀根頻道》             | 與Suho                                               |
| 2019 | 2月1日 2月8日          | MBC           | 《我獨自生活》             | 與昌珉                                               |
| 2020 | 12月18日               | tvN           | 《肩膀舞要跳到什麼時候啊》 | 與Baekhyun                                           |
| 2021 | 1月1日                 | tvN           | 《肩膀舞要跳到什麼時候啊》 | 與Baekhyun                                           |
| 2021 | 1月31日                | MBC           | 《幫我找房子吧》           | [ 27 ]                                               |

### 電臺節目
| 年份   | 日期    | 頻道         | 節目名稱                         | 備註                                  |
| 2013年 | 5月31日 | SBS Power FM | 《Young Street》                 | 與Suho、Baekhyun、Chen、Chanyeol、Tao |
| 2013年 | 7月13日 | MBC標準FM    | 《神童的深深打破》               | 與Chanyeol（代班DJ）                  |
| 2013年 | 9月12日 | KBS Cool FM  | 《Super Junior的KISS THE RADIO》 | 與Kai                                 |
| 2013年 | 11月3日 | SBS Power FM | 《樸素賢的love game》            |                                       |
| 2013年 | 11月8日 | MBC標準FM    | 《深深打破》                     | 與Lay（代班DJ）                       |
| 2015年 | 1月29日 | KBS Cool FM  | 《Super Junior的KISS THE RADIO》 | 與Chen                                |
| 2015年 | 6月25日 | MBC FM4U     | 《金申英正午的希望曲》           | 與Baekhyun、Sehun                     |
| 2017年 | 7月18日 | Melon Radio  | 《Star DJ》                      | 與Suho、Chen、Kai                     |

### 主持節目
| 日期           | 電視台    | 節目名稱           | 備註                                      |
| 2013年6月7日   | KBS 2     | 《Music Bank》     | 與Baekhyun、Chanyeol、D.O. (待機室特別MC) |
| 2013年9月28日  | MBC       | 《Show! 音樂中心》 | 特別MC                                    |
| 2013年12月18日 | MBC Music | 《Show Champion》  | 與Suho(特別MC)                            |
| 2014年1月4日   | MBC       | 《Show! 音樂中心》 | 與Sehun                                   |
| 2014年3月8日   | MBC       | 《Show! 音樂中心》 | 特別MC                                    |
| 2024年5月15日  | SBS       | 《Make Mate 1》    |                                           |

### 音樂劇
| 年份   | 劇名                 | 角色              | 性質 |
| 2015年 | 《School OZ》        | Aquila            | 主演 |
| 2019年 | 《歸來：那日的約定》 | 聖浩              | 主演 |
| 2020年 | 《歸來》             | 現在的賢敏        | 主演 |
| 2021年 | 《Hadestown》        | 奧菲斯（Orpheus） | 主演 |

### 配音旁白
| 日期         | 電視台      | 節目名稱                 | 合作藝人 |
| 2017年4月3日 | Mountain TV | 《在天空中遇見大韓民國》 | Suho     |

### 音樂錄影帶
| 日期           | 歌曲名稱            | 歌手                    | 備注             |
| 2013年11月8日  | Gone/只是你不在     | JIN（Lovelyz 成員）     |                  |
| 2014年10月24日 | A Glass of Soju     | 任昌丁                  | 《EXO 90：2014》 |
| 2016年3月3日   | Call You Bae        | 申智珉（AOA成員）       |                  |
| 2016年12月29日 | Sound of Your Heart | SMTOWN & Steve Barakatt |                  |
| 2017年7月7日   | Young & Free        | Mark（NCT成員）         | SM STATION S2    |
| 2019年5月9日   | 理由 （You）        | Xiumin                  | SM STATION第三季 |

## 個人見面會
- 《Xiuweet Time》

| 日期         | 地點           |
| 2019年5月4日 | 首爾綜合運動場 |

- 《ON: XIUWEET TIME》

| 日期          | 地點       |
| 2021年3月27日 | 線上見面會 |

- 《XTimes》

| 日期          | 地點                         |
| 2025年3月22日 | Blue Square Mastercard Hall  |
| 2025年4月11日 | 川崎市運動文化中心           |
| 2025年4月13日 | NHK大阪音樂廳                |
| 2025年4月19日 | 曼谷國際貿易展覽中心 Hall2-3 |
| 2025年5月10日 | New Frontier Theater         |
| 2025年5月17日 | 氹仔威尼斯人劇場             |
| 2025年5月25日 | 臺北流行音樂中心             |
| 2025年6月6日  | 亞洲國際博覽館 Runway 11     |

## 主持活動
| 日期         | 活動名稱                                | 地點       |
| 2019年4月1日 | 《April, and a flower》發售紀念Showcase | 首爾江南區 |

## 獎項與榮譽

### 大型頒獎禮獎項
| 年份   | 頒獎典禮               | 獎項                | 作品         | 結果 |
| 2015年 | APAN STAR AWARDS       | SNS网络电视剧奖     | 《愛上挑戰》 | 獲獎 |
| 2017年 | Annual Soompi Awards   | 最佳OST             | 《For You》  | 獲獎 |
| 2017年 | Click! StarWars Awards | Most popular singer | 不適用       | 獲獎 |

### 個人榮譽
| 年份   | 獲獎項目                     |
| 2016年 | - K-Pop一百張最帥面孔 第19名 |

## 外部連結
- Xiumin的Instagram帳戶